# Грищенко, Иван Михайлович
Грищенко Иван Михайлович (род. 11 ноября 1956) — учёный в области экономики, имеет большой опыт научной, учебно-организаторской и управленческой работы. Доктор экономических наук, профессор, академик Национальной академии педагогических наук Украины. Народный депутат Украины 1 созыва (1990-1994 гг.). Заслуженный работник образования Украины, государственный служащий 1 ранга, Лауреат Государственной премии в области науки и техники. Автор более 260 научных трудов. Ректор Киевского национального университета технологий и дизайна (2010 г.).

## Биография
Родился 11.11.1956 года в с. Камень Кролевецкого района Сумской области, в крестьянской семье, украинец.
Трудовую деятельность начал в 15 лет разнорабочим колхоза им. Жданова Кролевецкого района, Сумской области. Окончил Украинскую сельскохозяйственную академию в Киеве (сейчас - Национальный университет биоресурсов и природопользования) по специальности инженер-механик. и экономист-организатор. После окончания академии с 1979 г.. - главный инженер колхоза им. Ковпака Кролевецкого района, Сумской обл.  В 24 года избран председателем колхоза им. Жданова Кролевецкого района (с. Камень). В течение 1986-1988 гг. - слушатель Высшей партийной школы при ЦК КПУ.
В 1988 г. в Львовском сельхозинституте И. М. Грищенко защитил кандидатскую диссертацию по экономике. Докторскую диссертацию на тему «Научно-методологические основы комплексного управления коммерческим посредничеством» защитил в 2008 г. В Научно-исследовательском экономическом институте (НИЭИ).
В 1988-1990 гг. работал в советских партийных и хозяйственных органах. Избран народным депутатом по мажоритарному Кролевецком избирательному округу № 350 (1990).
С 1994 г. — начальник Главка по обеспечению нефтепродуктами АПК в Государственном концерне «Украгротехсервис» (Киев), директор фирмы «Агроенерго», заместитель председателя правления концерна. С 1999 г. Иван Михайлович работал на должностях в корпорации «Агротех» (Киев) Вице-президентом корпорации, директором фирмы, заместителем председателя правления корпорации. Занимал должность проректора по экономическим вопросам и перспективного развития Киевского национального университета технологий и дизайна (2003—2008). Работал заместителем директора по научно-инновационной работе Института высшего образования Национальной академии педагогических наук Украины (2008—2010). С 2010 г. — ректор.
Председатель редколлегии научного журнала «Вестник КНУТД», председатель редколлегии научного электронного журнала «Технологии и дизайн», председатель редколлегии научного журнала «Менеджмент» и «Легкая промышленность», член редакционной коллегии профессионального журнала «Экономика и управление», член редакционной коллегии профессионального журнала « Экономика и государство», член редакционной коллегии профессионального журнала «Рынок труда и занятость населения». С 2015-го. избран членом исполкома Спортивного студенческого союза Украины, член Президиума общества «Знание Украины».
Почетный гражданин Кролевеччины. Заслуженный работник образования Украины, Награжден орденом «За заслуги» III степени, Почетной Грамотой Верховной Рады Украины, Почетной Грамотой Национальной академии наук Украины, Знаками Министерства образования и науки Украины: «Отличник образования Украины» и «Петр Могила», Знаком «Ушинский К. Д.» НАПН Украины и др.
Государственная премия Украины в области науки и техники 2013 года — за работу «Полифункциональные кожевенные и меховые материалы» (в составе коллектива).

## Источник
- Грищенко